# Noravan, Syunik
Noravan là một đô thị thuộc tỉnh Syunik, Armenia. Dân số ước tính năm 2011 là 521 người.